# Tissot Arena
Tissot Arena ist der Name eines Eisstadions mit Nebenfeld, eines Fussballstadions sowie einer Curlinghalle und von vier Aussensportfeldern in der Schweizer Stadt Biel, Kanton Bern.

## Bau
Am 20. Dezember 2012 wurde der Spatenstich durchgeführt, und Ende Juli 2015 übergab das Bauunternehmen die Anlage. Die Stadien dienen als Ersatz für das 1973 errichtete Bieler Eisstadion und das über hundertjährige Fussballstadion Gurzelen. Die Hauptnutzer des Sportkomplexes sind der Fussballverein FC Biel-Bienne und der Eishockeyverein EHC Biel. Bis zum Februar 2015 trug der multifunktionale Sportkomplex den Namen Stades de Bienne. Der Schweizer Uhrenhersteller Tissot, zur Swatch Group gehörig, einigte sich mit der Stadt Biel und den Sportclubs auf einen Vertrag über zehn Jahre mit Option auf Verlängerung und erwarb die Namensrechte.
Ende Juli 2015 übergab die HRS Real Estate AG den als PPP-Projekt fertiggestellten Komplex an die Stadt und somit an die Vereine. Am 8. August 2015 fand das offizielle Eröffnungsspiel des Fussballstadions statt. Die Partie der Challenge League zwischen dem FC Biel-Bienne und dem FC Wil (0:0) sahen 4754 Zuschauer. Das Eisstadion wurde mit einem Vorbereitungsspiel am 21. August 2015 eröffnet, wobei der EHC Biel dem Dornbirner EC mit 2:3 unterlag. Die offizielle Einweihungsfeier fand vom 24. bis 26. September 2015 statt.

## Komplex
Folgende Sportanlagen wurden realisiert.
- ein Eisstadion für 6562 Zuschauer gemäss den Kriterien der NLA
- ein Fussballstadion und ein zusätzliches Fussballtrainingsfeld mit einer Kapazität für 5200 Zuschauer. Es erfüllt die Zulassungskriterien der Challenge League. Zudem wurden minimale Investitionen getätigt, die einen späteren Ausbau auf 10'000 Plätze und eine Zulassung für die Super League ermöglichen.
- vier Aussensportplätze (drei davon Kunstrasen) mit separatem Garderobengebäude inklusive Nebenräumen und Restauration
- eine zusätzliche gedeckte Eisfläche mit Panoramasicht gemäss den Richtlinien der Liga, homologiert für Spiele bis Niveau 1. Liga / Elite
- eine Curlinghalle mit sechs Rinks

Nebst den Sportanlagen wurden zudem mehrere Restaurants und ein multifunktioneller, gedeckter Platz (die Place Publique) von rund 4200 m² gebaut.

## Gründe
Die alten Anlagen mussten ersetzt werden, weil sie den Anforderungen nicht mehr genügten. Das bedeutet konkret bei der Gurzelen:
- die alte Gurzelen-Tribüne war vom Einsturz bedroht (alte Bauweise, nicht genügende Überdeckung der Armierungseisen im Beton)
- die Sanitäranlagen waren total veraltet
- der Standort war ungünstig (mitten in einem Wohngebiet)

beim Eisstadion:
- bereits im Jahre 1992 ergaben Abklärungen, dass es billiger ist, ein neues Stadion zu bauen, als das alte zu sanieren
- die Decke musste im Jahre 2006 mit Netzen gesichert werden, weil Stücke der Decke auf das Spielfeld fielen
- die Sanitäranlagen waren in einem schlechten Zustand, zudem waren zu wenige davon vorhanden (der Schiedsrichter benützte die gleiche Toilette wie die EHC-Biel-Fans)
- das Stadion befindet sich wie das Fussballstadion in einem Wohngebiet

Somit kam eine Renovierung der alten Stadien nicht in Frage.

## Finanzierung
Um die Kosten von 77 Mio. Franken zu decken, wurde eine Public-Private-Partnerschaft (PPP) eingegangen. Dazu kamen interne Projektkosten von 1,7 Mio. Franken. Die Kosten setzten sich wie folgt zusammen: 69,6 Millionen Franken für den Neubau der Stadien und 9,1 Millionen Franken für die Erstellung von drei Aussensportfeldern (inklusive Rückbau der heutigen Kunsteisbahn und Curlinghalle)
Diese Kosten wurden wie folgt getragen:
- 25 % Subventionen des Kantons, das heisst ca. 12,0 Mio. Franken
- das Land wurde für 42,74 Mio. Franken abgetreten
- der Verkauf des Gurzelen-Areals (ehemaliges Fussballstadion) ca. 10,0 Mio. Franken
- der Landverkauf an die Rolex 14,4 Mio. Franken

Damit konnten die Kosten voll getragen werden.
Die Betriebskosten werden trotz der markant verbesserten Infrastruktur nicht wesentlich steigen.
Man ging bei der Schätzung der Kosten vom Verbleib des FC Biel-Bienne in der 1. Liga (2008 Aufstieg des FCB in die Challenge League) und des EHC Biel in der National League B aus (2008 Aufstieg des EHCB in die National League A).
Dank der Multifunktionalität der Stadien werden zudem Einnahmen erwartet von Veranstaltungen (Konzerte, Firmenveranstaltungen), Gastronomiebetrieb und Mantelnutzung sowie Erhöhung der Eismiete durch bessere Infrastruktur und Verbesserung der VIP-Infrastrukturen.

## Land
Die benötigte Landfläche für die Erstellung der Sportanlagen wurde einem privaten Investor und Totalunternehmen im Baurecht während 99 Jahren abgegeben, welcher den gesamten Gebäudekomplex erstellte und ihn der Stadt Biel nach Fertigstellung abtrat. Der Partner hat seither die Möglichkeit, als so genannte Mantelnutzung unter den Stadien Fachmärkte sowie andere Dienstleistungen zu errichten.

## Das Totalunternehmen
Das Totalunternehmen wurde von einer fachlich qualifizierten Jury gewählt; nachdem sich vier Totalunternehmen gemeldet hatten, erhielt die HRS Real Estate AG (ehemals HRS Hauser Rutishauser Suter AG) den Zuschlag. HRS hatte davor bereits mehrere Grossprojekte realisiert, unter anderem das Stade de la Maladière in Neuenburg, das Home of FIFA in Zürich oder die AFG Arena in St. Gallen.

## Zeitplan
- 9. Dezember 2007 Gemeindeabstimmung (wurde mit fast 75 % gutgeheissen)
- 2008 Einreichung des Baugesuches

Ab hier verzögerte sich die Planung um ein Jahr aufgrund eines Einspruchs durch die Migros.
- 2008–2009 beabsichtigter Beginn der Arbeiten
- 2011 geplante Einweihung der Stadien und der Sportanlagen

Der Bau der Stadien verzögerte sich um mehrere Jahre.
- der Spatenstich erfolgte am 20. Dezember 2012[1]
- Eröffnung der Stadien am 8. (Fussballstadion) bzw. 21. August 2015 (Eisstadion)